# Principe van Harnack
Het principe van Harnack of de stelling van Harnack is een wiskundige stelling, die valt binnen het vakgebied van de complexe functietheorie. Het is een van de verschillende nauw verwante stellingen over de convergentie van rijen en van harmonische functies, die volgen uit de ongelijkheid van Harnack. Het principe is naar de Baltisch-Duitse wiskunde Axel Harnack genoemd.
Als de functies {\displaystyle u_{1}(z)}, {\displaystyle u_{2}(z),\ldots } harmonisch zijn in een open deelverzameling {\displaystyle G} van het complexe vlak {\displaystyle \mathbb {C} }, en in ieder punt van {\displaystyle G} geldt:
{\displaystyle u_{1}(z)\leq u_{2}(z)\leq \ldots },
is de limiet
{\displaystyle \lim _{n\to \infty }u_{n}(z)}
of oneindig in elk punt van het domein {\displaystyle G} of eindig in elk punt van het domein, in beide gevallen uniform in elke compacte deelverzameling van {\displaystyle G}. In het laatste geval is de functie 
{\displaystyle u(z)=\lim _{n\to \infty }u_{n}(z)}
harmonisch in de verzameling {\displaystyle G}.